# Pritchardia lowreyana
Pritchardia lowreyana är en enhjärtbladig växtart som beskrevs av Joseph Rock och Odoardo Beccari. Pritchardia lowreyana ingår i släktet Pritchardia och familjen Arecaceae. Inga underarter finns listade i Catalogue of Life.

## Bildgalleri

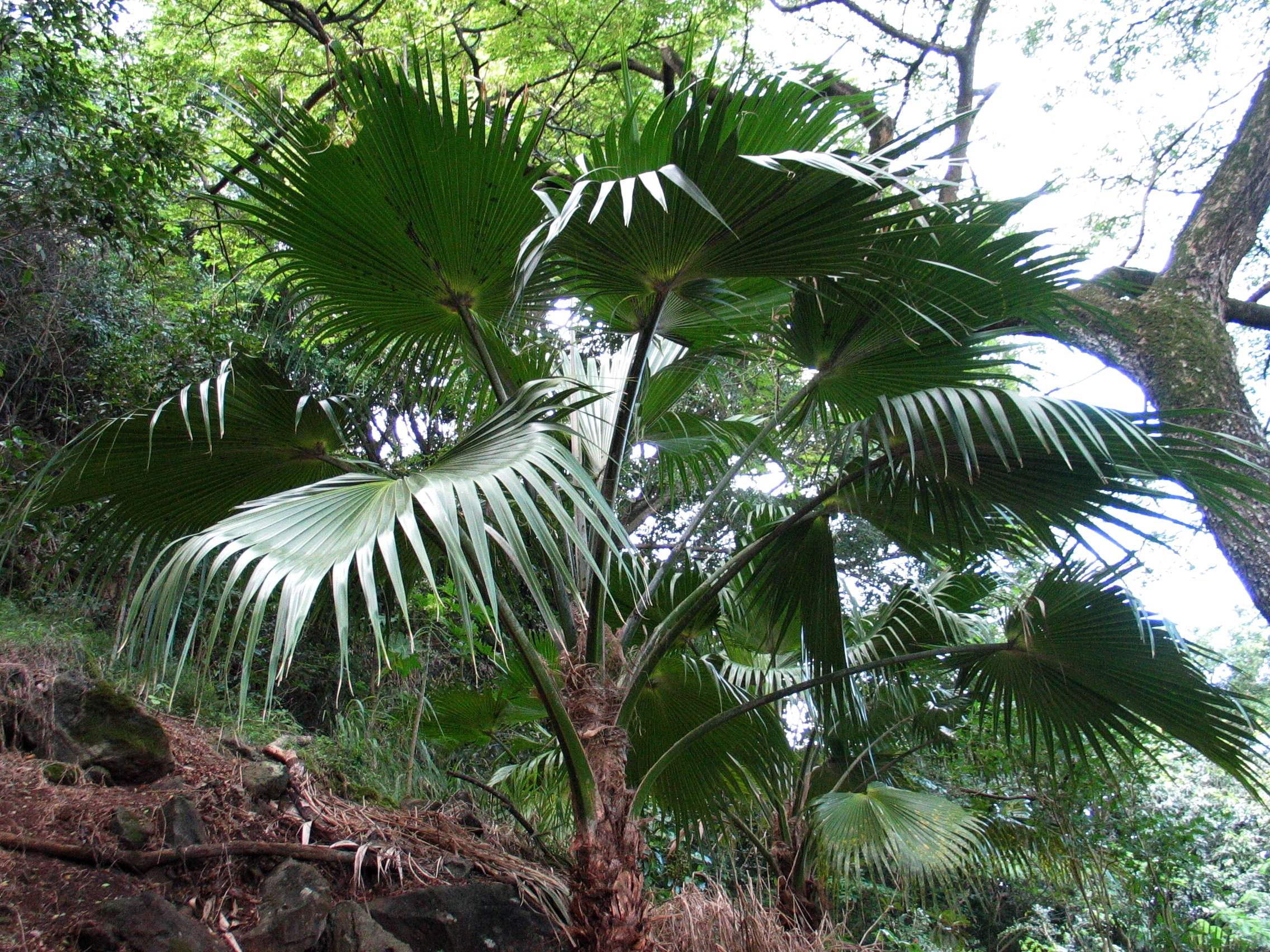
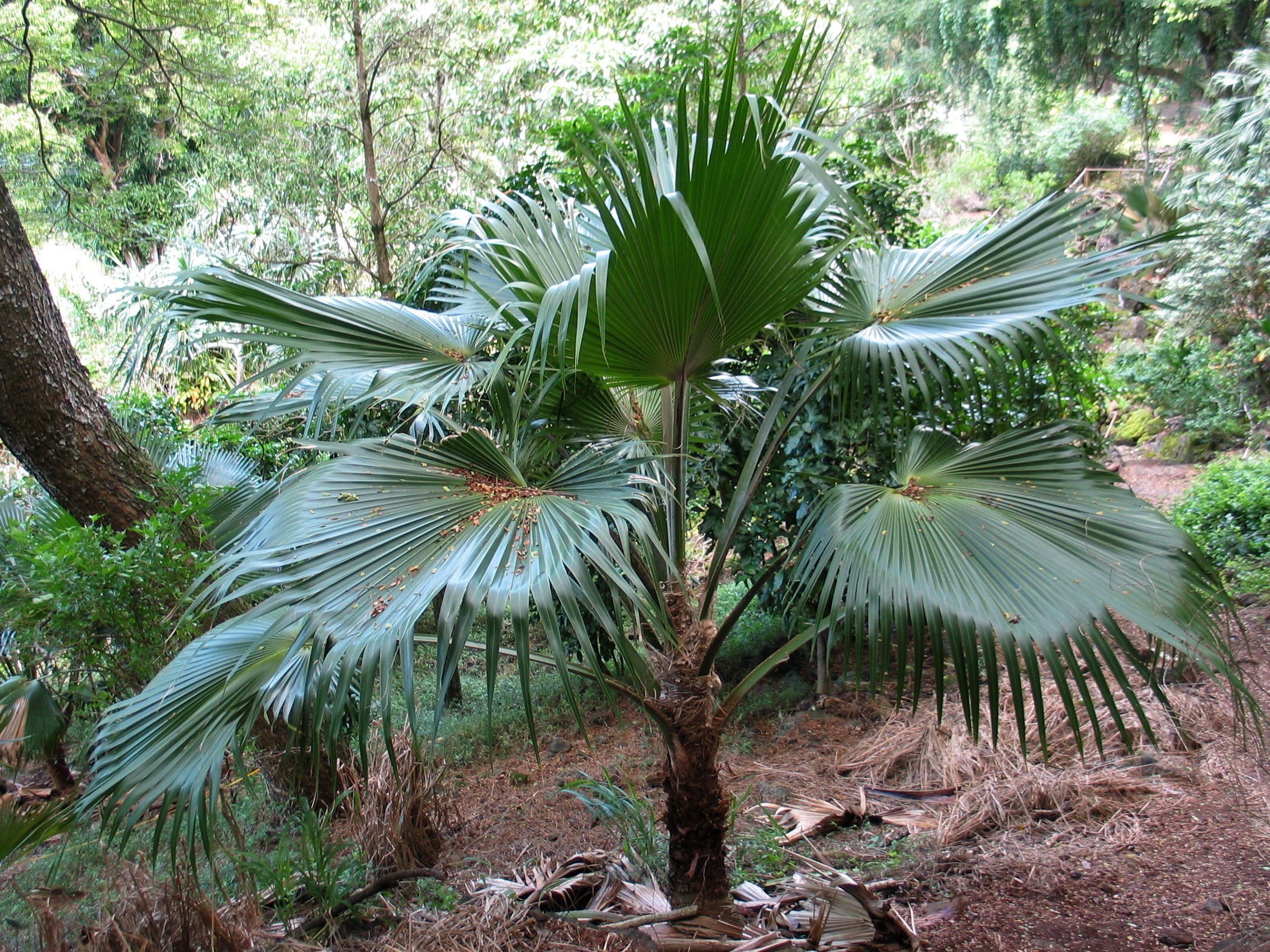
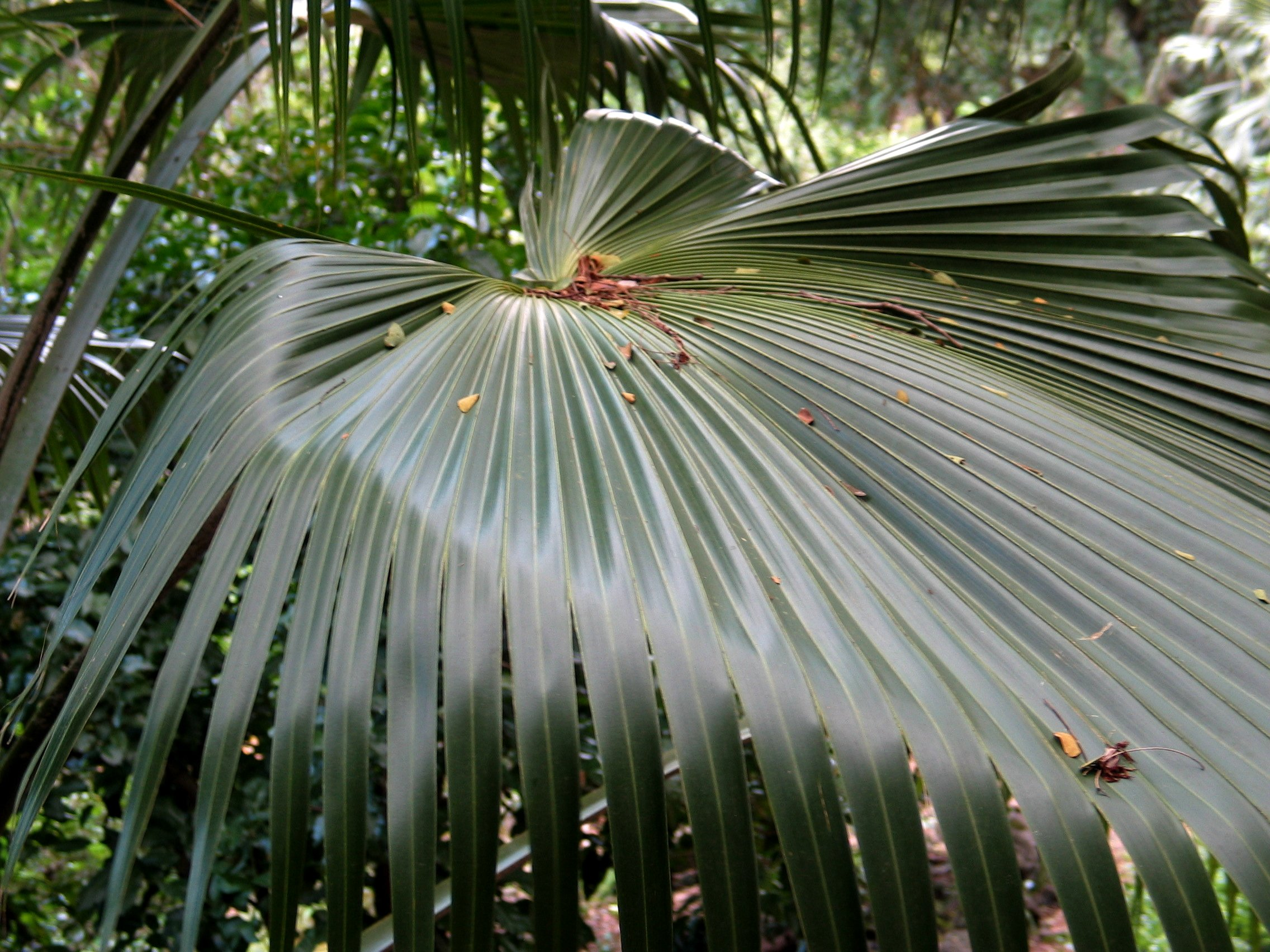
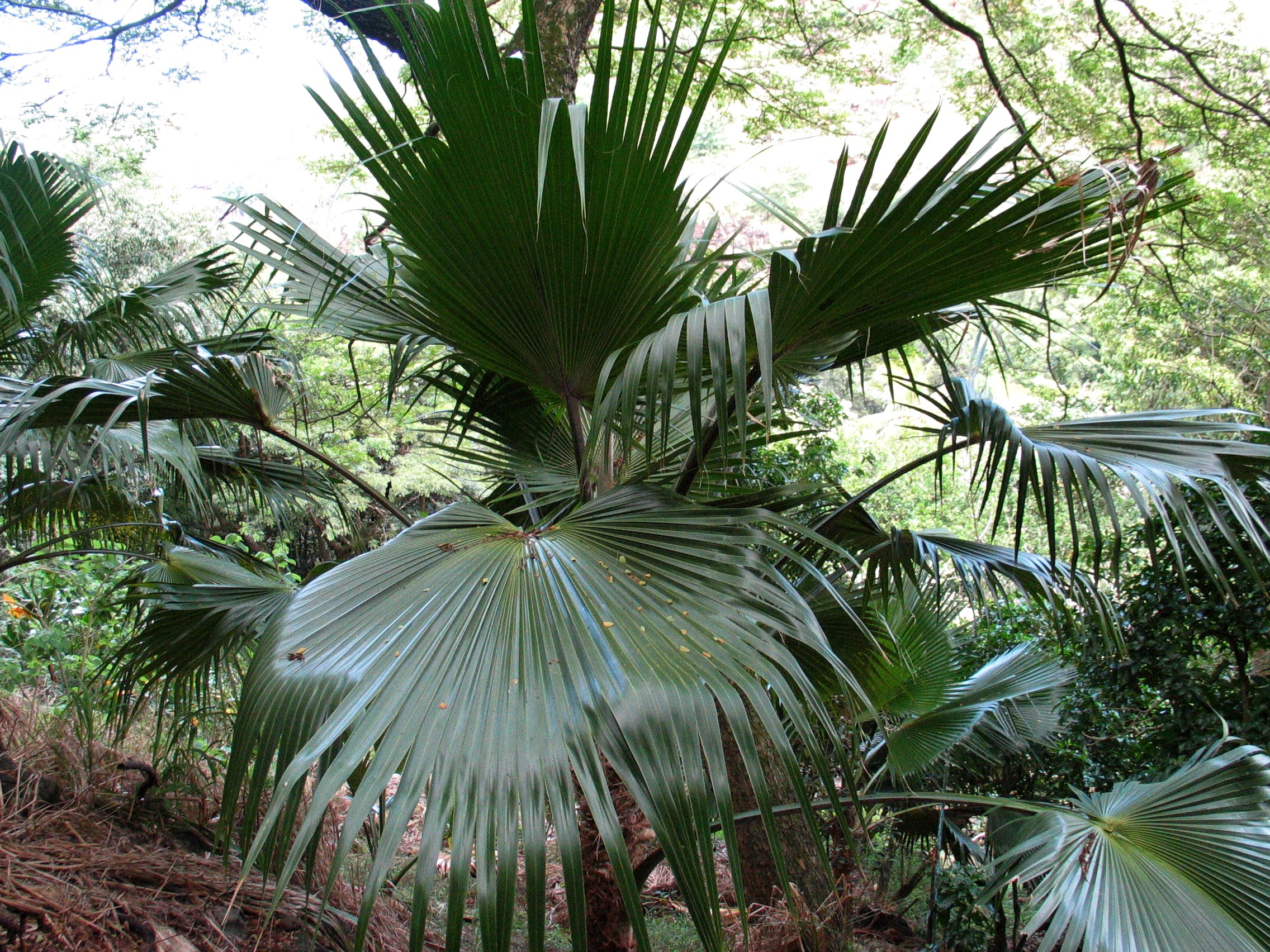